# Cratere Coriolanus
Coriolanus è un cratere sulla superficie di Oberon.